# ماریا سیمونیان
ماریا نازاری سیمونیان (ارمنی: Մարիա Նազարի Սիմոնյան؛  ۱ ژانویهٔ ۱۹۱۹ – ۱۹۹۰) یک بازیگر سینما و تئاتر اهل ارمنستان بود. وی بین سال‌های - تا - میلادی فعالیت می‌کرد.

## زندگی‌نامه
وی در ۱ ژانویهٔ ۱۹۱۹ در روستوف-نا-دونو به دنیا آمد و از فارغ‌التحصیل گشت. تئاتر دولتی ارمنی‌های باکو و تئاتر مخاطبان نوجوان وی همچنین برنده جوایزی همچون هنرمند مردمی ارمنستان شوروی (۱۹۶۷) شد. وی در ۱۹۹۰ در سن ۷۱ سالگی در ایروان درگذشت

## گزیده فیلمشناسی
از فیلم‌ها یا برنامه‌های تلویزیونی که وی در آن نقش داشته‌است می‌توان به چشمه هغنار اشاره کرد.

## یادداشت
1. ↑  Բաքվի հայկական պետական թատրոն